# سالواتوره
«سالواتوره» (به انگلیسی: Salvatore) ترانه‌ای توسط خواننده آمریکایی لانا دل ری برای چهارمین آلبوم استودیویی ماه عسل او است.
ترانه توسط لانا دل ری و ریک نوولز نوشته شده است. ترانه برای اولین بار در برنامه ها استفنس رادیو بی‌بی‌سی ۱ در ۱۶ سپتامبر ۲۰۱۶ پخش شد.